# Novozymia elegans
Novozymia elegans är en svampart som beskrevs av W.P. Wu 2005. Novozymia elegans ingår i släktet Novozymia, divisionen sporsäcksvampar och riket svampar.   Inga underarter finns listade i Catalogue of Life.